# Supía (Caldas)
Supía est une municipalité située dans le département de Caldas, en Colombie.